# الكسندر التمان
الكسندر التمان (بالألمانية: Alexander Altmann)‏ هو حاخام نمساوي، ولد في 16 أبريل 1906 في كوشيتسه في سلوفاكيا، وتوفي في 6 يونيو 1987 في بوسطن في الولايات المتحدة.